# A32 (spårvagn)

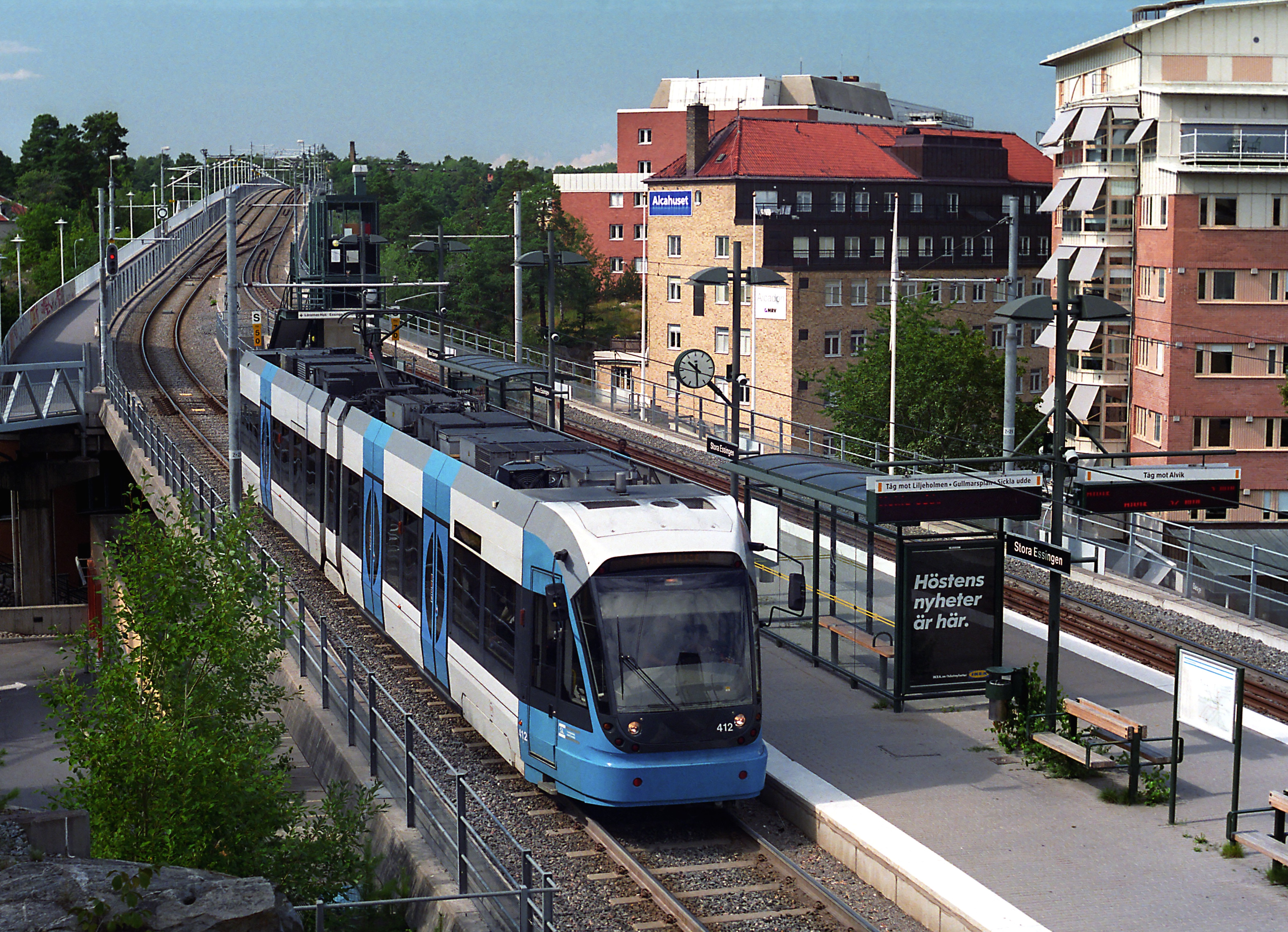
En A32 vid Stora Essingen, Stockholm, 2007

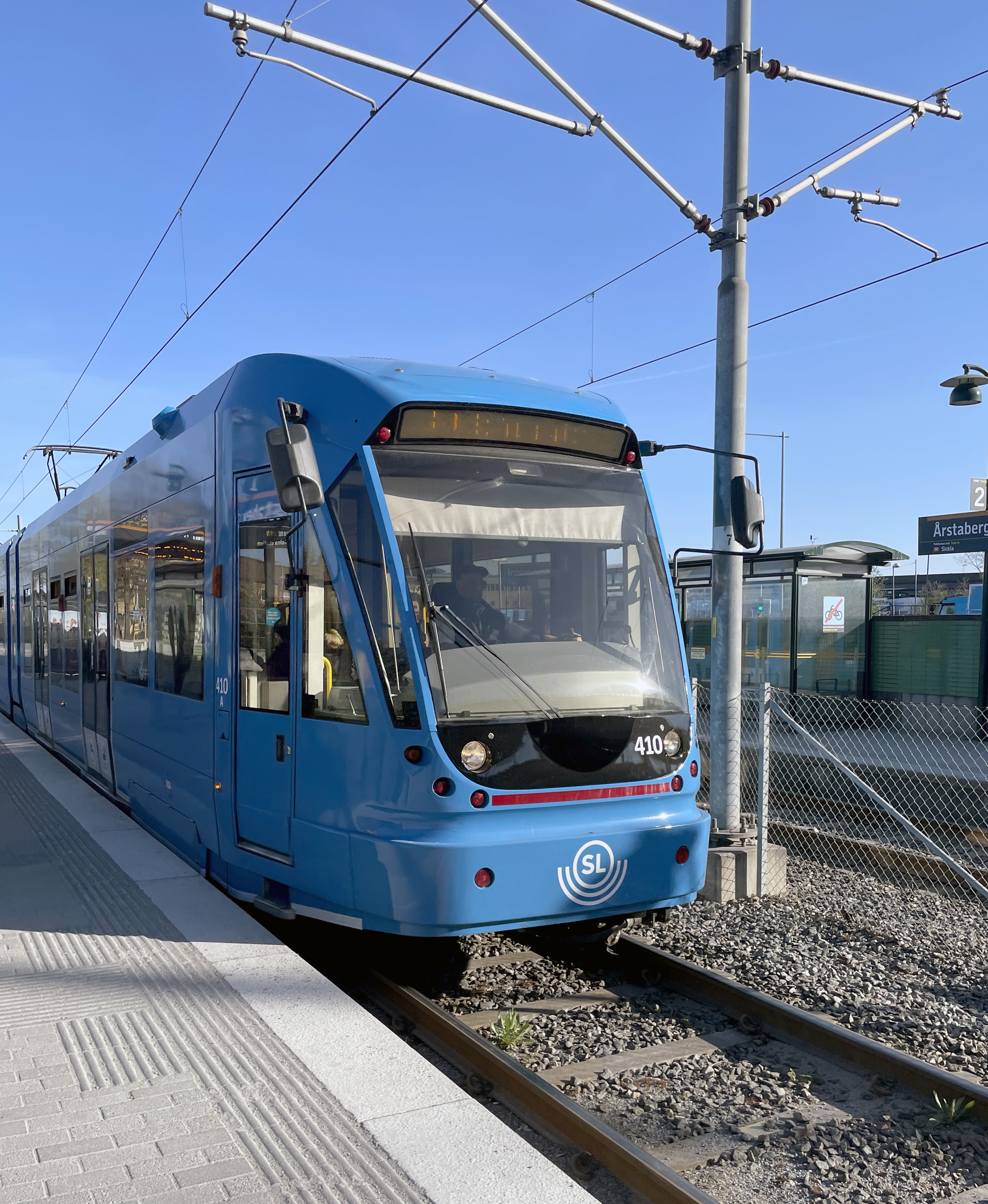
Ommålad A32-spårvagn i Stockholm på framsidan

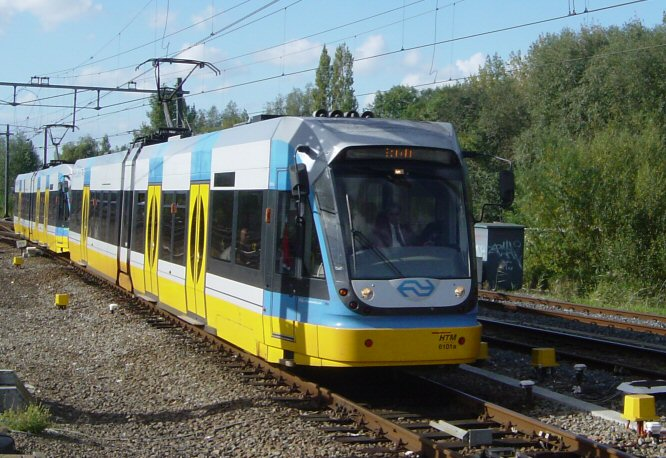
En Flexity-spårvagn på RijnGouweLijn i Sydholland, Nederländerna. Vagnarna är istället gul och blå och levererades samtidigt som i Stockholm. År 2003 så såldes alla vagnar av denna typ på RijnGouweLijn till Stockholm och trafikerar inte längre denna linje.

A32 är SL:s beteckning för en spårvagnstyp i Flexity Swift-serien producerad av Bombardier Transportation. Typen finns i bland annat Stockholm, London, Köln, Rotterdam och Istanbul. Vagnarna har levererats under åren 1999–2002 och 2008–2010.

## Stockholm

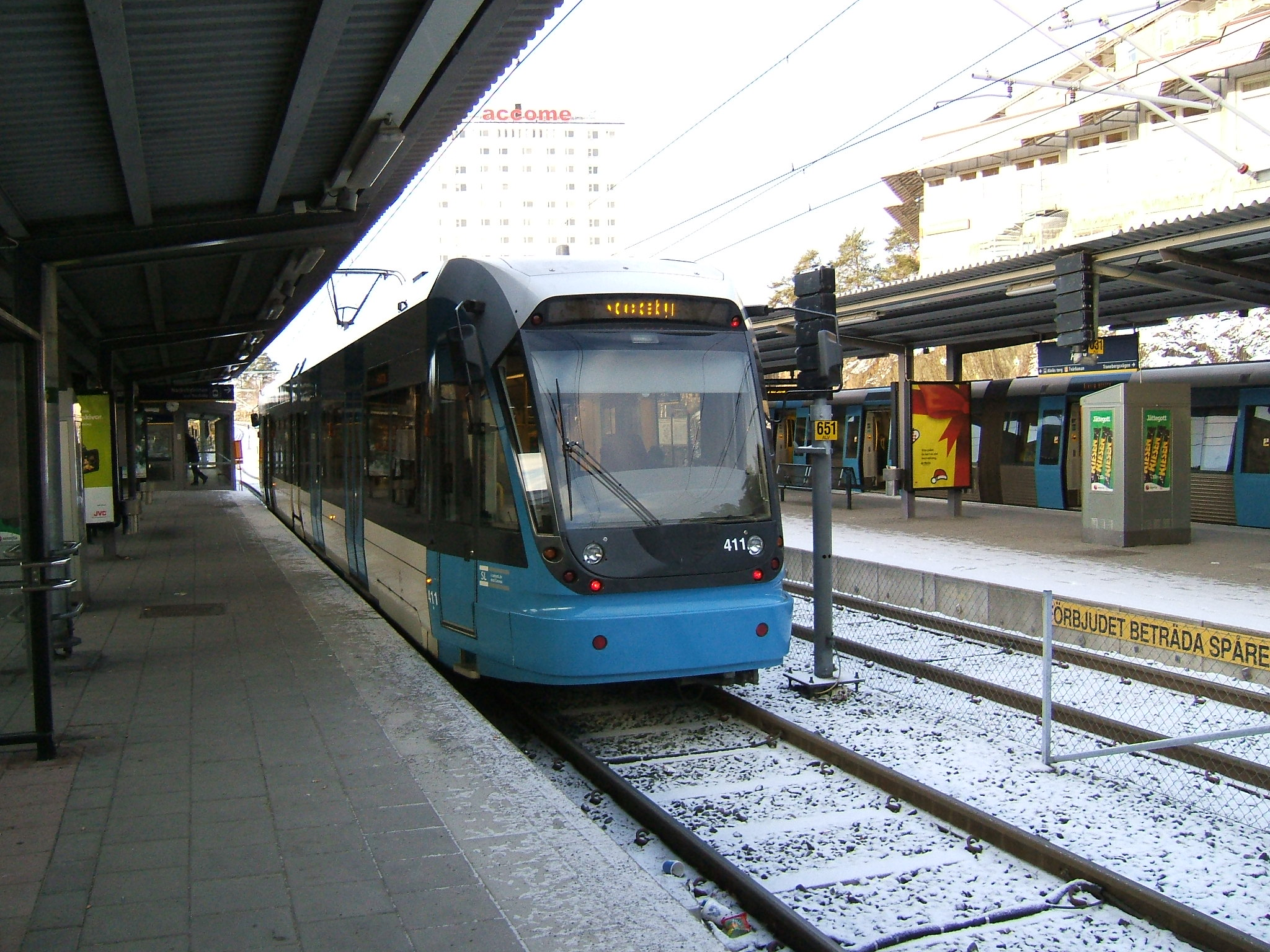
En A32-spårvagn på Nockebybanan vid station Alvik år 2005.

Stockholmsutförandet utgörs av 29,7 meter långa treledade tvåriktningsvagnar med en drivboggi varunder de båda långa ändsektionerna och en löpboggi under en kort mittsektion. De har tre dubbeldörrar på vardera sidan och en fjärde förberedd, alla med steglöst insteg till ett lågt golv mellan drivboggierna. Den mittersta delen är kortare än de övriga men kan ersättas med en längre om behov finns. Vagnarna rymmer 211 passagerare, varav 78 sittande.
A32 används för närvarande på Nockebybanan och Tvärbanan. På Tvärbanan körs vagnarna ofta två i multipelkoppling. På Nockebybanan utgör A32 hela vagnflottan, men på Tvärbanan delar typen på trafikuppgiften med den nyare modellen A35.
Totalt 37 vagnar har levererats till SL. Av dessa trafikerade sex stycken tidigare RijnGouweLijn i Zuid-Holland och inköptes av SL 2010. Dessa vagnar byggdes 2002–2003 och har byggts om till SL:s standard i Brommadepån.

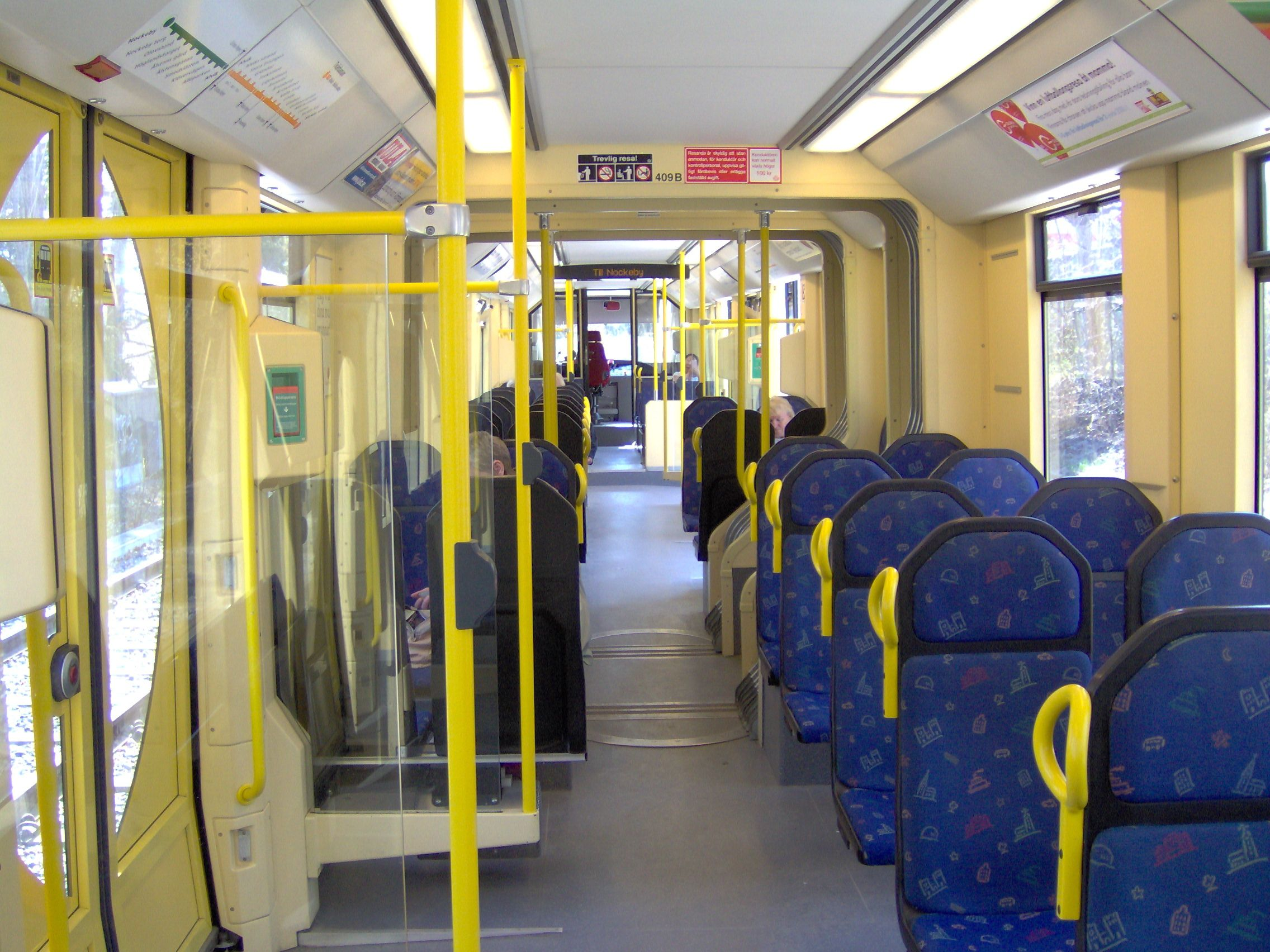
Interiör av en ledad spårvagn A32.
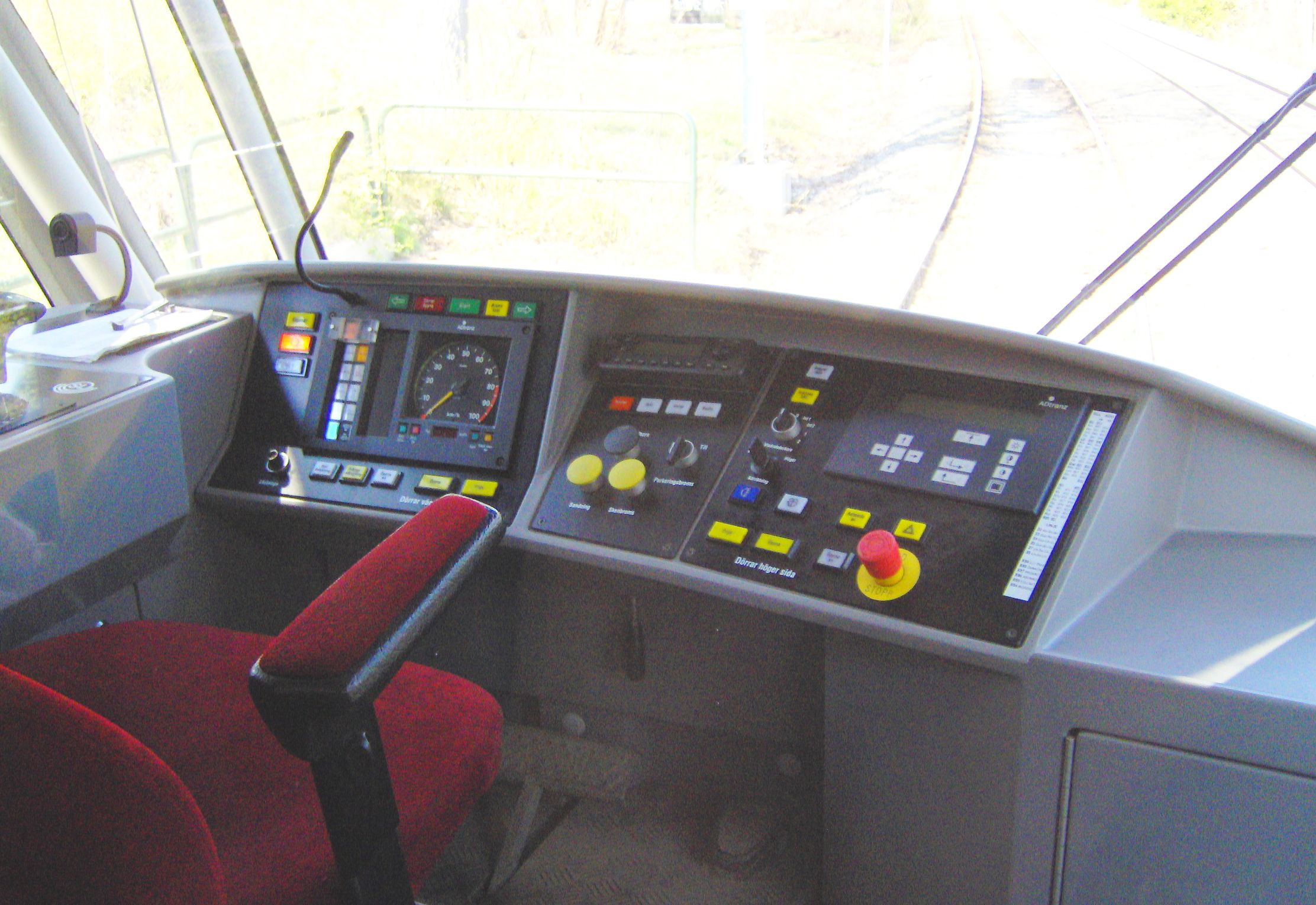
Förarhytt A32

### Ny färgsättning 2023
År 2023 påbörjades ett projekt med att lackera om samtliga A32 till en ny helblå färgsättning, med undantag för dörrarna, som i stället förses med vit kontrastfärg. Även ojämnheter och mindre skador åtgärdas. Färgschemat på A32 är därmed också enhetligt med de yngre A35-spårvagnarna som också trafikerar Tvärbanan, dock med undantag för de två längsgående vita linjer om återfinns på A35, men ej på A32. 
I och med nylackeringen av A32 har också den halvcirklade folieringen "halvmånen" på vagnarnas dörrar tagits bort, även detta för att ge spårvagnsparken i Stockholm ett enhetligt utseende. Invändigt har samtliga dekaler av äldre typ ersatts med nya från den nuvarande grafiska profilen, men i övrigt kvarstår inredningen i samma utförande som vid leverans.  

### Spårväg City
Under 2025 genomför SL en provkörning med vagnstypen på Spårväg City efter att linjen har drabbats av omfattande vagnbrist en längre tid.

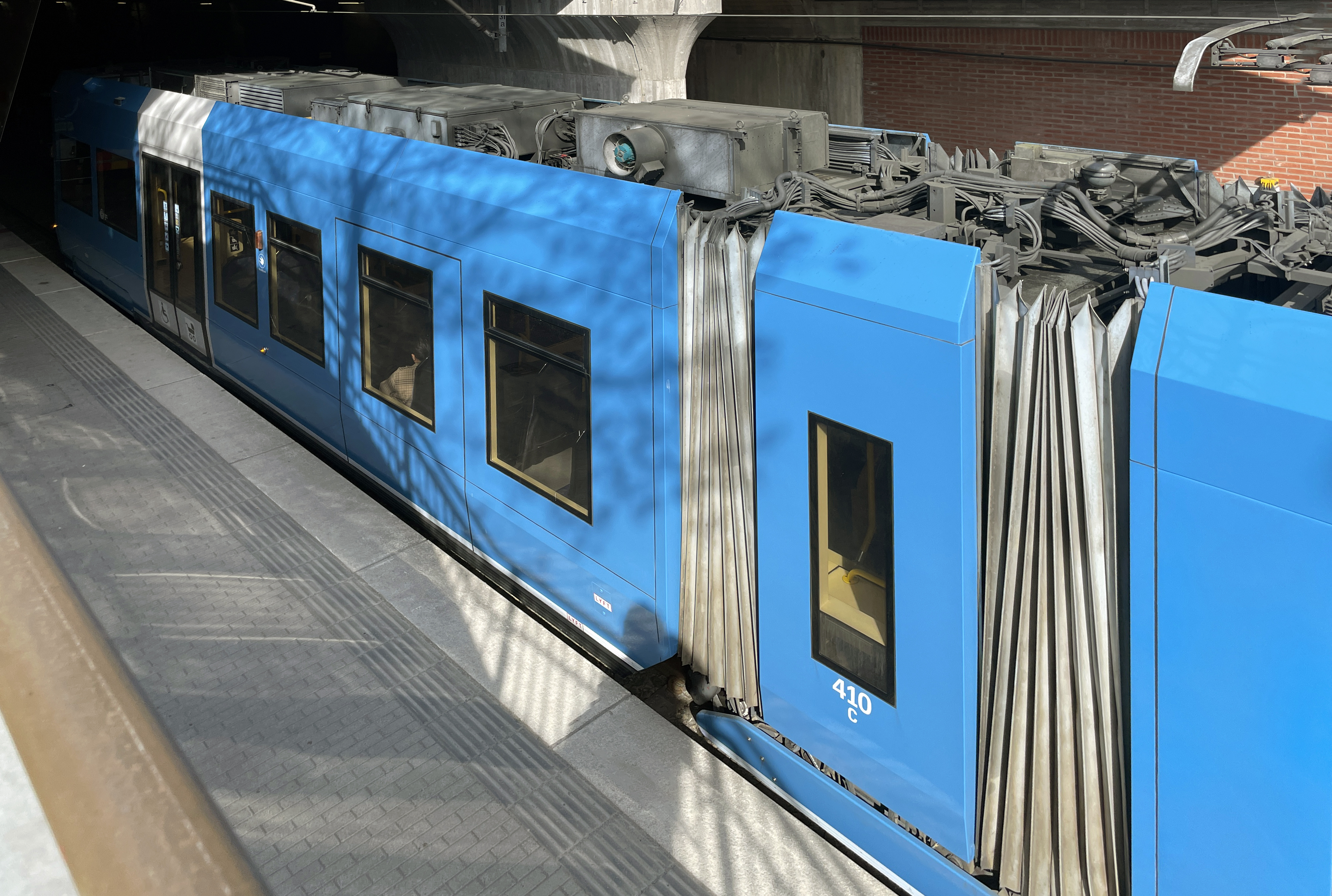
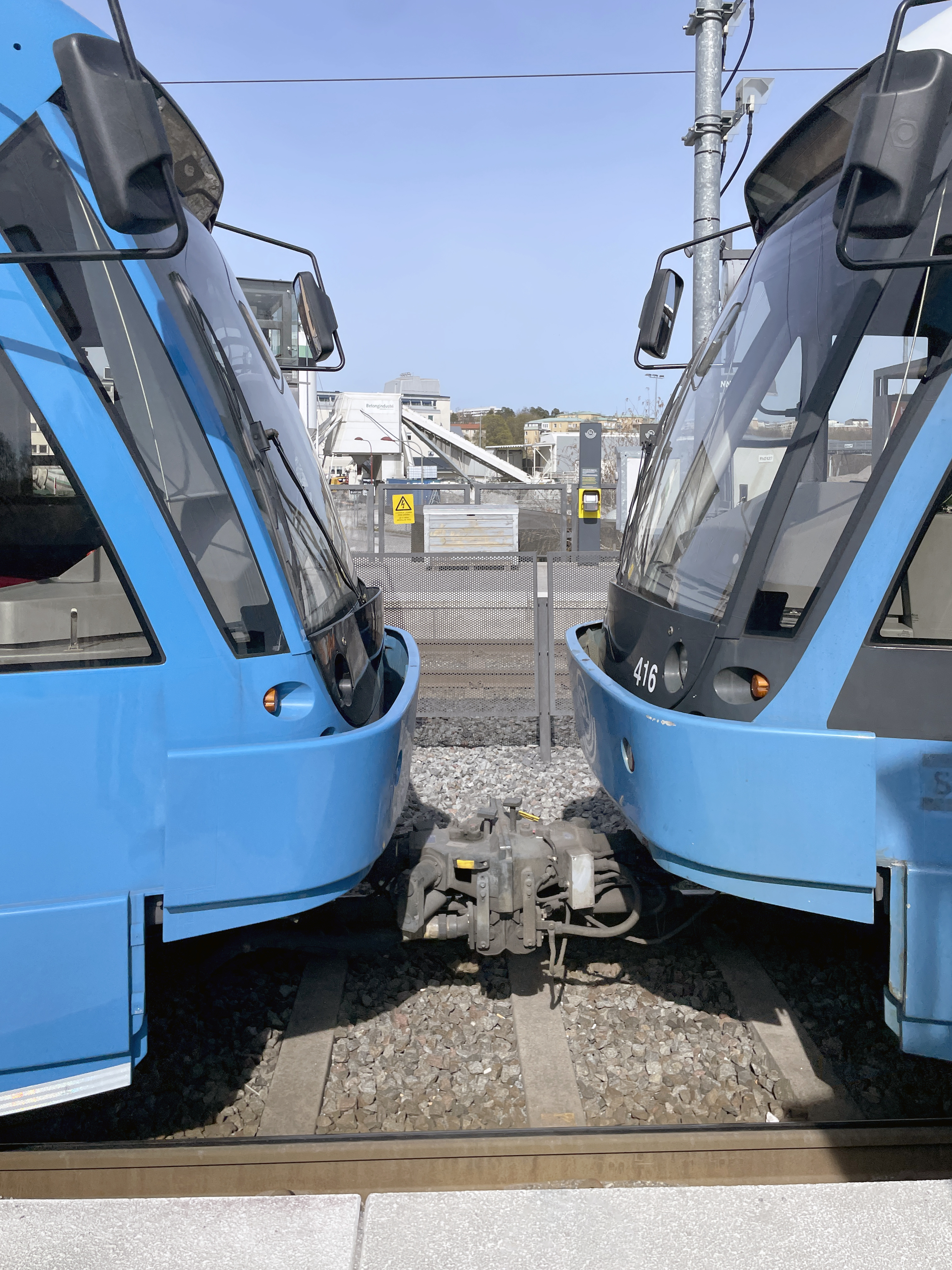
Jämförelse mellan ny lackering och äldre.
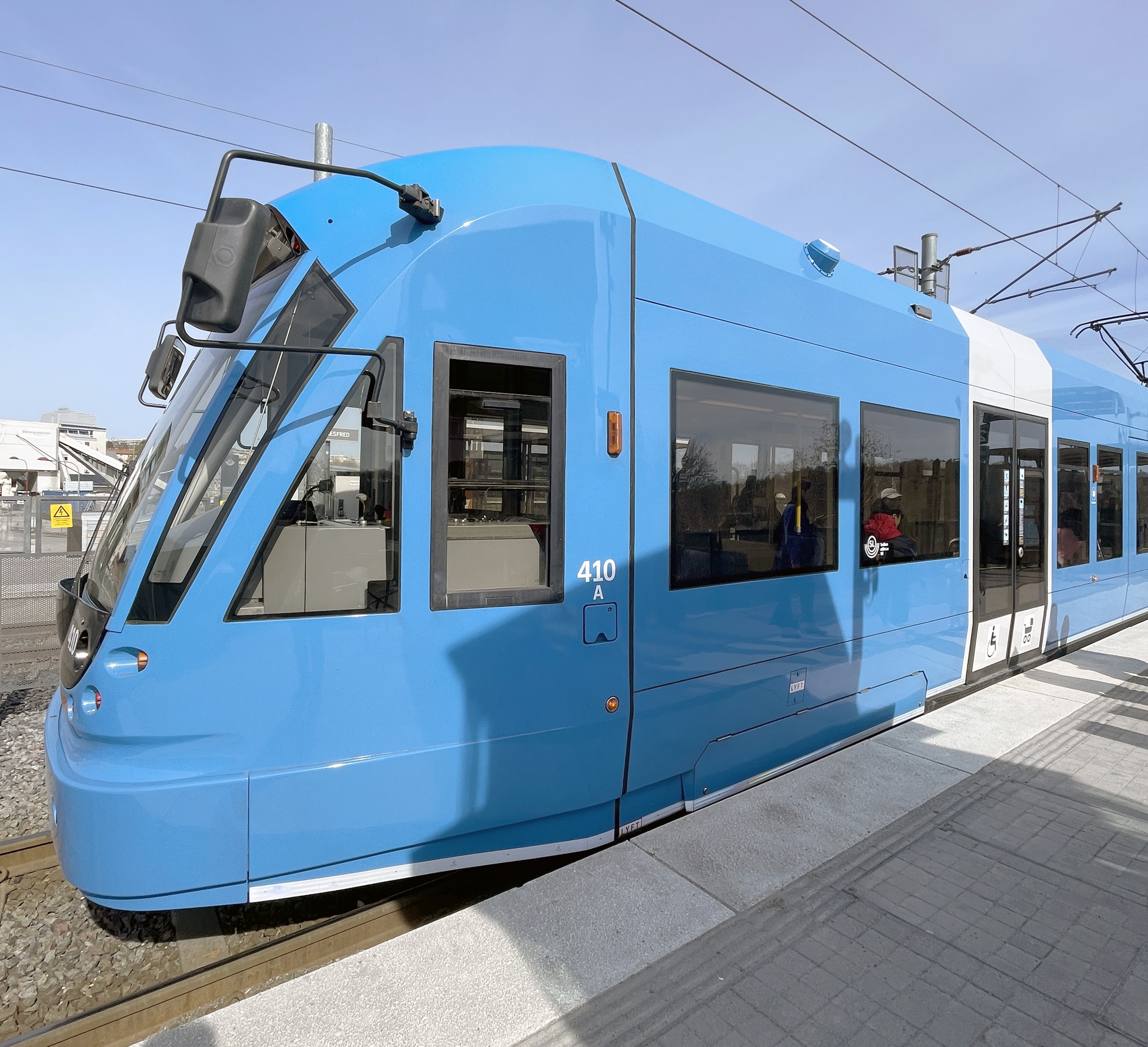
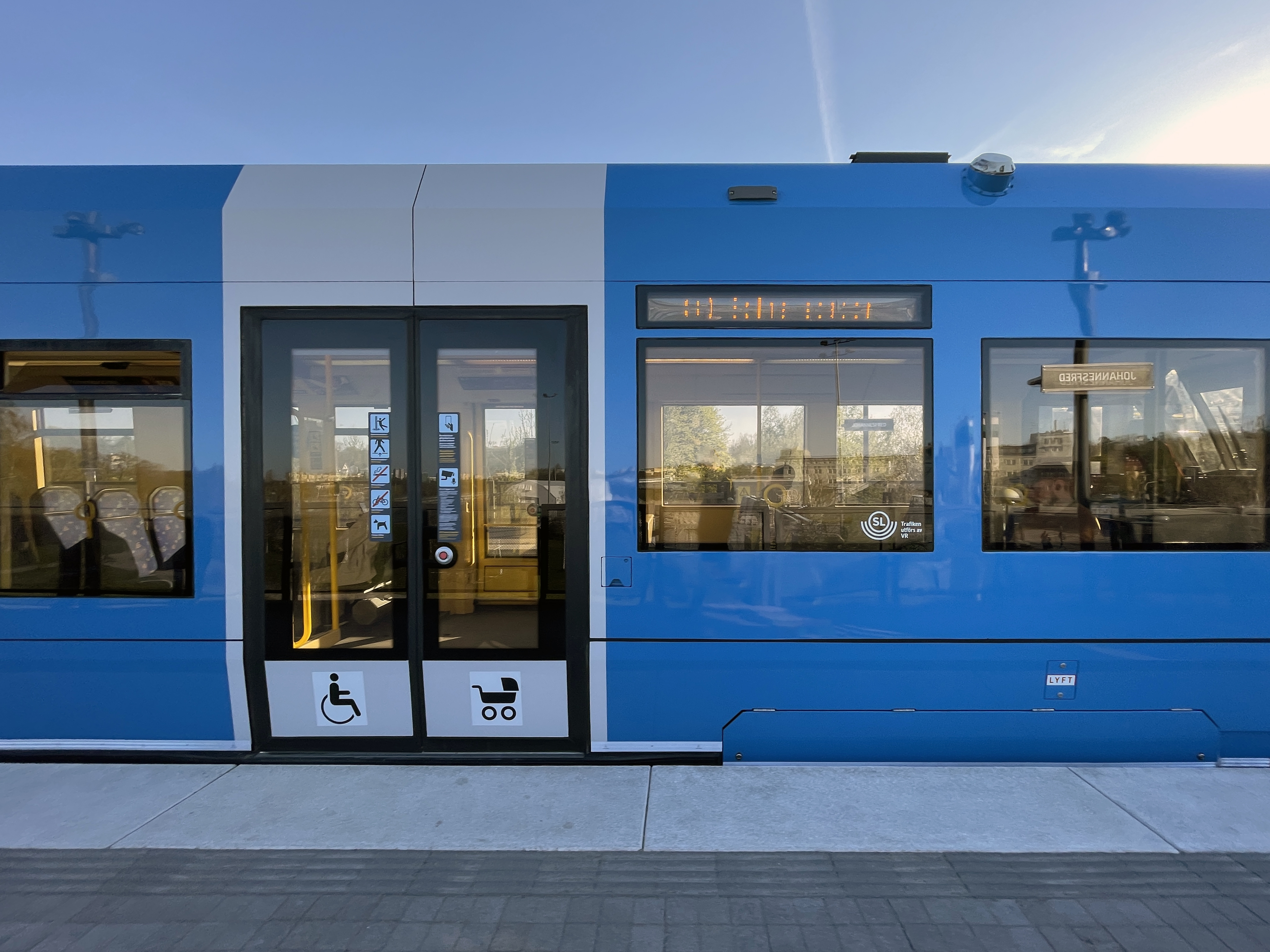

### Jämförelse med de äldreA30-vagnarna
| Modell | Antal sittpl. [pl] | Tåglängd [mm] | Tomvikt [t] | Tågtyp                 | Antal enh. | Max. kont. eff. [MW] | Drivmotortyp | Korgbredd [cm] | Sth [km/h] | Införd |
| ------ | ------------------ | ------------- | ----------- | ---------------------- | ---------- | -------------------- | ------------ | -------------- | ---------- | ------ |
| A32    | 78                 | 29.700        | 37,5        | tvåriktnings ledvagn   | 3          | 0,48                 |              | 265            | 80         | 1999   |
| A30    | 48                 | 15.150        | 22,7        | tvåriktnings motorvagn | 1          | 0,252                |              | 240            | 75         | 1944   |